# São Pedro do Sul (Rio Grande do Sul)
São Pedro do Sul é um município brasileiro do estado do Rio Grande do Sul.

## História
Inicia-se com a criação do 3º distrito de paz da Vila de Santa Maria por decreto do Governo Provincial, em 18 de junho de 1861, com delimitação quase idêntica ao atual munícipio de São Pedro do Sul, sendo seu primeiro juiz de paz José Luiz Medeiros .
A formação da cidade data de 1866, quando Crescêncio José Pereira doou 14 hectares de terra para edificação de uma capela e distribuiu gratuitamente terrenos para quem quisesse aqui residir. Até o ano de 1926 pertenceu à Santa Maria, e a 22 de março de 1926 conseguiu sua emancipação político/administrativa, através do decreto Estadual nº3624.
Teve ao longo de sua história vários nomes: "São Pedro do Rincão", "Rincão de São Pedro", "São Pedro" e finalmente "São Pedro do Sul".

## Geografia
Localiza-se à latitude 29º37'14" sul e à longitude 54º10'44" oeste, estando à altitude de 173 metros.
Possui área de 873,592 km² e sua população em 2010 era de 16 371 habitantes.

## Paleontologia
A cidade de São Pedro do Sul faz parte, junto com a cidade de Mata, dos Sítios Paleobotânicos do Arenito Mata, criados pela Comissão Brasileira de Sítios Geológicos e Paleobiológicos, sendo que em São Pedro, o afloramento Piscina foi o escolhido como sítio.
E são Pedro do sul faz parte do geo parque "Raízes de pedra"